# Labaroche
Labaroche település Franciaországban, Haut-Rhin megyében. Lakosainak száma 2174 fő (2022. január 1.). Labaroche Ammerschwihr, Wihr-au-Val, Walbach, Turckheim, Orbey, Lapoutroie és Kaysersberg-Vignoble községekkel határos.

## Népesség
A település népességének változása:
| Lakosok száma | 2222 | 2219 | 2269 | 2165 | 2138 | 2122 | 2111 | 2116 | 2174 |
|               | 2013 | 2015 | 2016 | 2017 | 2018 | 2019 | 2020 | 2021 | 2022 |